# Parada (Paredes de Coura)
Parada é uma povoação portuguesa sede da Freguesia de Parada do Município de Paredes de Coura, freguesia com 4,07 km² de área e 278 habitantes (censo de 2021), tendo, por isso, uma densidade populacional de 68,3 hab./km².
Está inserida na área de Paisagem Protegida do Corno do Bico.

## Demografia
A população registada nos censos foi:
| Ano  | 0-14 Anos | 15-24 Anos | 25-64 Anos | > 65 Anos |
| 2001 | 38        | 48         | 149        | 88        |
| 2011 | 39        | 23         | 150        | 86        |
| 2021 | 32        | 26         | 142        | 78        |

## Localização
Faz fronteira a norte com Padornelo, a nascente com Vascões, a poente com Cristelo e a sul com a freguesia de Bico.

## Geografia / História
Freguesia existente pelo menos desde os tempos de D. Afonso III. Chamava-se nessa altura “S. Fins da Várzea”, apesar de nas Inquirições do referido Rei falar-se já em alguns casais de Parada.
A freguesia está situada na encosta do monte voltada ao poente. Está muito exposta aos ventos sendo, porém, beijada pelo sol durante todo o ano. Foi vigararia das Freiras de S. Bento de Viana do Castelo.
A freguesia é composta por campos e florestas nas quais predomina o carvalho. Existem também o pinheiro e o eucalipto.
Parada é rica em nascentes de água naturais. Dessas destacam-se a fonte do Pomarinho caracterizada pelas águas geladas, a fonte da Igreja e a fonte da Vila. A regas das terras são feitas por levadas que na maioria dos casos vem do monte. Existem dessa forma as águas das Borralhas, ou de S. Tiago, compostas por 8 poças; o Regueiro de Parada de Cima, composto na sua totalidade por sete poças. Essas águas abastecem Parada de Cima e Vila. Existe depois o regueiro de Creichelo, que abastece Parada de Cima e parte de Várzea e as águas de Porto de Valim que abastecem a Vila.
Os lugares mais baixos da freguesia são irrigados pelas águas das levadas das Cartas e do Rio Coura, sendo a de Reiriz a mais importante.
Alguns casais desta terra pagaram, em outros tempos, fossadeira ao Rei. Segundo o Foral de D. Manuel, deviam os moradores dessa freguesia pagar, de fossadeira, vinte e um reais por meio de repartição. A fossadeira era uma espécie de imposto, provavelmente sobre os produtos agrícolas.
O Rio Coura atravessa a freguesia no seu percurso entre Lamas e Casaldate, sendo muito rico em trutas podendo-se também pescar nesse rio o escalo e a enguia. Esse rio separa os lugares de Mó, Cachada e Alvarim dos restantes. É na sua margem esquerda, em Alvarim, que se encontra a Capela de S. Gonçalo. Essa Capela é de dimensões muito pequenas. Nos últimos anos tem-se feito nessa Capela uma festa em honra do Santo que lhe dá o título. Diz a tradição que um Cálice de prata que existe ou existiu nessa Capela terá sido oferecido pela primeira Rainha Portuguesa conhecida por Maria. O Cálice é distinto pelo seu formato e pelo trabalho de ourivesaria. A referida Rainha fizera o voto de dar a todas da invocação de S. Gonçalo um Cálice. Terá sido essa uma das Capelas presenteadas.
No lugar da Mó, encontramos umas Alminhas chamadas das Corredouras. Nas florestas chamadas dos Ferros, que pertencem aos lugares de Alvarim, Mó e Cachada, encontramos outras Alminhas que têm o nome das florestas que as rodeiam.
O regato das Cartas separa o lugar de Várzea do de Casaldate. Nesse último encontramos outras Alminhas que têm o nome do lugar. São de construção recente. No lugar de Várzea encontram-se outras alminhas recebem o nome de "Alminhas das Eirinhas" (Familia bastante conhecida nas redondezas). Neste lugar encontra-se também a Igreja Matriz da freguesia, datada de 1930. Tem a porta principal voltada ao poente. Possui uma torre com 4 sinos. Os Santos venerados nessa Igreja são: Santa Bárbara, S. Pedro e S. Bento. Os principais são a Senhora das Dores, que lhe deu o título, a Senhora de Fátima, o Senhor dos Paços e o Sagrado Coração de Jesus.
Os restantes lugares da freguesia são Vila (onde por vezes se distinguem Valins e Foia) e os lugares de Parada de Cima, Testado, Estanteiras, Proviadeira, Cenoy Val e Igreja.
Nesse último encontramos a igreja de S. Sebastião, antiga Matriz. Desse Santo se celebra a festa no Domingo mais próximo de 20 de Janeiro de cada ano. A esse Santo costuma-se acender uma fogueira na noite de 19 de Janeiro. Aí se celebra também o Jubileu da Senhora do Rosário e a missa em honra de S. António, esses dois atos uma vez por ano.
Outros Santos existentes nessa Igreja são S. Bartolomeu, Senhora da Lapa e Senhora de Fátima.
Essa igreja possui apenas um sino. À consagração das missas toca-se uma campainha que tem três badais. É uma construção que a dão como de origem visigótica. Nas suas traseiras e no cume encontra-se fixada na parte da frente um carneiro de pedra que se diz ser muito antigo. Em anexo a essa igreja existe uma casa que funciona como casa da mesa. Aí se guarda uma pedra em forma de pia na qual se colocavam os mortos, quando esses eram enterrados nesta igreja e a qual se dá o nome de esquife. Esta pedra dá à casa o nome que popularmente é conhecida.
Houve neste lugar uma casa fidalga e muito antiga, tendo nela vivido gente nobre. Pode ser confirmado pela data inscrita na padieira da porta principal. Essa casa foi construída em 1369 e não em 1569 como afirmam alguns autores, como o Dr. Narciso Alves da Cunha.
Henrique de Caldas Ledo Bacelar, Cavaleiro da Ordem de Cristo e Juiz Ordinário neste concelho aí nasceu, filho de António de Barros Freire Bacelar e de D. Ana Soares de Lençóis, sua mulher, nascida em 1646, em Ferreira. Seu avô paterno era João de Barros Bacelar e a sua avó paterna era D. Isabel Faria Brandão, moradores da mesma casa. Os avós maternos eram D. Maria Barbosa Mendes e seu marido António de Sousa Andrade.
Henrique Bacelar recebeu carta de nobreza de D. João V. Procedentes dessa casa foram também os irmãos João Freire de Andrade e Francisco de Sousa, também filhos de João de Barros Bacelar, Cavaleiro da Ordem de Cristo, fidalgo da casa real e de sua mulher D. Isabel de Faria Brandão, já citados. Esses dois irmãos serviram o Rei no continente tendo-se fixado depois na Índia em 1638, acompanhados pelo seu primo Diogo Borges. Aí tiveram postos elevados e honrosos.
Várias famílias sucederam-se na habitação dessa casa, tendo-se ela conservado até nossos dias, embora totalmente restaurada no interior. Da antiga construção conserva apenas as paredes nas quais foram abertas algumas janelas em substituição da única existente. Perdeu assim o valor histórico. É moradora atual a Senhora Felisbela de Ascensão de Castro.
Houve outras figuras importantes que marcaram o concelho e o próprio país e que eram “filhos” de Parada: Frei António de Jesus, fundador do Convento da Falperra, para o qual entrou em 1833, é um dos exemplos.
Casimiro Rodrigues de Sá, conhecido por padre Plácido ou abade de Padornelo, em razão da família e exercício paroquial em Padornelo, é outra personagem histórica. Aguerrido e corajoso político, monárquico liberal antes e republicano depois, entre a queda da monarquia e o alvorecer da República. Foi deputado eleito na 1ª República, em 1915, por Viana do Castelo. Foi ainda Presidente da Câmara de Paredes de Coura, governador civil de Viana do Castelo, jornalista e ajudou a fundar o “Jornal de Coura”, o primeiro que Coura teve.
Foi também natural de Parada Brás Rodrigues de Magalhães, juiz de Fora em Melgaço e desembargador da Suplicação na Índia.
Na história recente de Parada e Paredes de Coura, realce-se ainda Ilidio Barbosa, marcante baluarte contra a ditadura de Salazar.
Parada é ladeada a noroeste por Padornelo, a sudoeste por Cristelo e a sul por Vascões e Bico.
É servida pela estrada que faz ligação da Bazanca a Bico. Essa estrada por Várzea, seguindo por Alvarim, Cristelo até a Bico. De Várzea parte uma estrada de forte inclinação que liga a Parada de Cima e outra recentemente aberta que une à Vila.
Um estradão une Várzea à Colónia de Lamas (Vascões) passando por Reiriz. Outros dois unem Parada de Cima e Vila a Padornelo, passando respetivamente por Santiago e Laceiras.
Neste monte de Santiago encontra-se uma Capela com o mesmo nome que é partilhada com Padornelo. Possuía uns altares ricos e antigos mas foi restaurada na totalidade pelo que não tem valor.
Nela costuma-se realizar uma festa em cada verão, cujos gastos são divididos pelas duas freguesias. Diz a tradição que na altaneira carvalheira de S. Tiago terá havido um convento dos Templários. Foi encontrado lá, há poucos anos, um sarcófago aberto num bloco de granito.
Atualmente sem escolas na freguesia, a ultima que esteve em funcionamento situava-se no sopé do monte, em Várzea. Funcionava desde que foi encerrada a antiga escola que funcionou até 1975, exclusive. A sua ultima turma possuía 10 alunos sob o encargo da Sra. Professora Fátima e teve o seu encerramento em 2005.
Parada está provida de duas mercearias e dois cafés, tendo cada estabelecimento estas duas atividades. Estão distribuídos de forma a abastecer todos os lugares da freguesia.
Do património cultural desta terra, salienta-se a tradicional “Encomendação das Almas”, que se fazia na Quaresma até à Páscoa. Esse uso perdeu-se com o tempo.
Também até algum tempo eram típicos os rebanhos em Parada, tendo existido em grande quantidade.
Casaldate na margem esquerda do rio Coura, antigo centro transformador artesanal, de cereais e de madeiras, através dos moinhos e engenhos de água, é local obrigatório de visita turística.
Existe lá perto, junto à travessia do rio para Cristelo, um pequeno açude para regadio e alimentação de serração e moagem, local que a população aproveita para refrescantes mergulhos e que é conhecido no meio como a “praia dos tesos”.
Junto à igreja matriz situa-se a sede da Junta de Parada construída em 1995, sendo o atual presidente Adalberto Mota, que foi em tempos também sede da Associação Cultural Desportiva e Social de Parada, fundada em 15 de novembro de 1993. Esta tem atualmente sede na antiga escola primária sendo o atual presidente Carlos Jorge Pereira Araújo. A associação tem dado boas provas da força da juventude no campo desportivo e cultural, procurando com entusiasmo representar o nome da freguesia. Como amostra da vitalidade dos seus jovens estão as 50 taças e 13 medalhas conseguídas em provas desportivas no concelho. Destaca-se o futebol e os resultados conseguídos: nos jogos desportivos, 2 primeiros lugares no escalão 13-15, em 1996 e 1998, e 3 segundos lugares sendo um deles no escalão até aos treze anos (1993), os outros 2 no escalão 13-15 (1995 e 1997); um segundo lugar no torneio de futebol de 5 em Formariz (1995); e 3 títulos consecutivos conseguídos no torneio inter-freguesias (1996, contra Cunha 5-3 após grandes penalidades; 1997 contra Resende 1-0; 1998 contra a Associação de Paredes de Coura 1-0), também 2 lugar no torneio inter-freguesias de 2003, e 1 lugar no torneio inter-freguesias de 2004. Em termos desportivos a Associação conta também com um 1 lugar nos Jogos da Amizade 2018.
Em termos teatrais, a associação tem-se mostrada viva e de boa saúde, como são exemplos as famosas noites culturais, reconhecidas por muitos como das mais criativas e cómicas, sustentando as suas atuações com um grupo de jovens dinâmicos, e com personagens marcantes tais como o "Tone e a Maria" que vão mostrando a freguesia em pequenos sketch.
A Associação de Parada é também conhecida pelas suas participações nos cortejos etnográficos das festas do concelho, sempre com a sua boa disposição característica e dando sempre um lado cómico ás tradições que representam. 
Para alem destas atividades culturais e desportivas, essa associação dedica-se à recriação de jogos tradicionais, a malha, o chavelho e a sueca. 
O campo de futebol de Parada foi construído em 1998, tendo sido inaugurado pelo presidente da Câmara aquando um jogo contra Venade, em que ambas as equipas acabaram empatadas a um golo.

## Economia
As principais atividades desta freguesia resumem-se sobretudo a agricultura, a construção civil e ultimamente a postos de trabalho em zonas industriais de Castanheira, São Bento e um pouco mais longe, em Cerveira.
A tecelagem de mantas de trapos e do linho e a cestaria em vime foram as atividades artesanais mais típicas desta freguesia. Até algum tempo atrás aí se produziu o linho, cultura hoje abandonada. Cultiva-se agora essencialmente o milho, feijão, batata, algum vinho e muito pouco centeio. Existem também em Parada árvores frutíferas variadas. Apesar de a produção não ser elevada devido às intempéries, podem-se destacar a macieira e as suas variadas espécies, a pereira e o castanheiro. Em tempos existiram cerejeiras com grande produção, mas desapareceram quase todas.

## Festas e romarias
A principal festividade desta freguesia realiza-se sempre no 3 fim de semana de Julho e é em Honra de Nossa Senhora das Dores.

## Coletividades
- ACDSP – Associação Cultural Desportiva e Social de Parada. Com áreas de intervenção no Futebol, Cultura e Acção Social.

## Gastronomia
Dos pratos tradicionais merecem especial destaque o cabrito assado, os rojões à moda de Coura acompanhados de arroz de sarrabulho. As trutas e as papas de relão de milho faziam as típicas iguarias gastronómicas de Parada. Para sobremesa fica sempre bem um delicioso arroz doce, ou então um leite-creme caseiro. Também é tradição desta freguesia a broa de milho, as filhoses e o bolo do tacho.